# Llista de topònims de Gualta
Llista de topònims (noms propis de lloc) del municipi de Gualta, al Baix Empordà
Informació actualitzada per un bot. Els canvis manuals es perdran quan s'actualitzi!

## casa
| imatge | Nom           | Ubicat a | instància de | Detalls                                                               | coordenades                                                                  | Protecció                                  | Commons (més fotos)    | Dades a WD                    |
| ------ | ------------- | -------- | ------------ | --------------------------------------------------------------------- | ---------------------------------------------------------------------------- | ------------------------------------------ | ---------------------- | ----------------------------- |
|        | Can Casadellà | Gualta   | casa         | Estil: arquitectura popular arquitectura del Renaixement 16th century | 42° 01′ 47″ N, 3° 06′ 12″ E / 42.029778°N,3.103342°E ca:C. Major, 2 11 msnm  | bé integrant del patrimoni cultural català | Can Casadellà (Gualta) | Modifica les dades a Wikidata |
|        | Can Cornell   | Gualta   | casa         | Estil: arquitectura del Renaixement arquitectura popular 15th century | 42° 01′ 40″ N, 3° 06′ 14″ E / 42.027851°N,3.103876°E ca:C. Major, 31 11 msnm | bé integrant del patrimoni cultural català | Can Cornell (Gualta)   | Modifica les dades a Wikidata |

## curs d'aigua
| imatge | Nom                    | Ubicat a                                  | instància de               | Detalls                                                 | coordenades                                                                                               | Protecció                   | Commons (més fotos)    | Dades a WD                    |
| ------ | ---------------------- | ----------------------------------------- | -------------------------- | ------------------------------------------------------- | --- | --------------------------- | ---------------------- | ----------------------------- |
|        | Daró                   | Baix Empordà                              | curs d'aigua riu           | Desemboca: Ter Llarg: 43km Conca: 319.8km²              | 41° 53′ 09″ N, 2° 58′ 22″ E / 41.885791°N,2.972687°E 42° 02′ 15″ N, 3° 07′ 05″ E / 42.037622°N,3.118117°E |                             | Daró                   | Modifica les dades a Wikidata |
|        | Ter                    | Ripollès Osona Selva Gironès Baix Empordà | curs d'aigua riu principal | Desemboca: mar Mediterrània Llarg: 208km Conca: 3010km² | 42° 25′ 40″ N, 2° 15′ 24″ E / 42.427778°N,2.256667°E 42° 01′ 24″ N, 3° 11′ 31″ E / 42.02347°N,3.19187°E   |                             | Ter River              | Modifica les dades a Wikidata |
|        | rec del Molí de Gualta | Gualta                                    | curs d'aigua               |                                                         | 42° 01′ 40″ N, 3° 06′ 12″ E / 42.0277°N,3.10331°E                                                         | bé cultural d'interès local | Rec del Molí de Gualta | Modifica les dades a Wikidata |

## edifici
| imatge | Nom                                                     | Ubicat a | instància de  | Detalls                     | coordenades                                                         | Protecció                   | Commons (més fotos) | Dades a WD                    |
| ------ | ------------------------------------------------------- | -------- | ------------- | --------------------------- | ------------------------------------------------------------------- | --------------------------- | ------------------- | ----------------------------- |
|        | Construccions de pedra seca al puig de la Font Pasquala | Gualta   | edifici       | Estil: arquitectura popular |                                                                     | bé cultural d'interès local |                     | Modifica les dades a Wikidata |
|        | Mas d'en Boi                                            | Gualta   | edifici masia |                             | 42° 02′ 03″ N, 3° 07′ 02″ E / 42.0341271890042°N,3.11735659672406°E |                             |                     | Modifica les dades a Wikidata |

## masia
| imatge | Nom                | Ubicat a | instància de | Detalls | coordenades                                                         | Protecció | Commons (més fotos) | Dades a WD                    |
| ------ | ------------------ | -------- | ------------ | ------- | ------------------------------------------------------------------- | --------- | ------------------- | ----------------------------- |
|        | Can Patxei         | Gualta   | masia        |         | 42° 02′ 20″ N, 3° 05′ 48″ E / 42.0387577485794°N,3.09680145497379°E |           |                     | Modifica les dades a Wikidata |
|        | Mas Canyet         | Gualta   | masia        |         | 42° 01′ 33″ N, 3° 07′ 10″ E / 42.02571111°N,3.11952778°E 6.4 msnm   |           |                     | Modifica les dades a Wikidata |
|        | Mas Fuster         | Gualta   | masia        |         | 42° 01′ 28″ N, 3° 07′ 48″ E / 42.0243594131513°N,3.12998569058823°E |           |                     | Modifica les dades a Wikidata |
|        | Mas Nou            | Gualta   | masia        |         | 42° 00′ 49″ N, 3° 08′ 20″ E / 42.013626170001°N,3.1389688529408°E   |           |                     | Modifica les dades a Wikidata |
|        | Mas Pujol          | Gualta   | masia        |         | 42° 01′ 25″ N, 3° 08′ 34″ E / 42.023507°N,3.142851°E 5 msnm         |           |                     | Modifica les dades a Wikidata |
|        | Mas d'en Blai      | Gualta   | masia        |         | 42° 01′ 45″ N, 3° 06′ 55″ E / 42.0290945205918°N,3.11535410222671°E |           |                     | Modifica les dades a Wikidata |
|        | Mas d'en Jomba     | Gualta   | masia        |         | 42° 01′ 33″ N, 3° 07′ 43″ E / 42.0258291627393°N,3.12850289265726°E |           |                     | Modifica les dades a Wikidata |
|        | Mas de la Resclosa | Gualta   | masia        |         | 42° 02′ 24″ N, 3° 06′ 20″ E / 42.0399299346673°N,3.10551455750024°E |           |                     | Modifica les dades a Wikidata |
|        | Mas de les Mirones | Gualta   | masia        |         | 42° 00′ 59″ N, 3° 06′ 32″ E / 42.0165°N,3.10879°E                   |           |                     | Modifica les dades a Wikidata |

## pont
| imatge | Nom            | Ubicat a | instància de | Detalls        | coordenades | Protecció                   | Commons (més fotos) | Dades a WD                    |
| ------ | -------------- | -------- | ------------ | -------------- | --- | --------------------------- | ------------------- | ----------------------------- |
|        | Pont Llegí     | Gualta   | pont         |                | 42° 02′ 02″ N, 3° 06′ 08″ E / 42.033835497491°N,3.10215800515876°E                                                        |                             |                     | Modifica les dades a Wikidata |
|        | Pont Verd      | Gualta   | pont         | Travessa: Daró | 42° 02′ 03″ N, 3° 06′ 35″ E / 42.0341528817937°N,3.10958844221433°E                                                       |                             |                     | Modifica les dades a Wikidata |
|        | pont de Gualta | Gualta   | pont         | Travessa: Daró | 42° 01′ 52″ N, 3° 06′ 12″ E / 42.031161°N,3.103205°E ca:A l'entrada del poble, al costat de la ctra. de Torroella 11 msnm | bé cultural d'interès local | Pont de Gualta      | Modifica les dades a Wikidata |

## Misc
| imatge | Nom                         | Ubicat a | instància de                                                                   | Detalls                     | coordenades                                                         | Protecció                                            | Commons (més fotos)   | Dades a WD                    |
| ------ | --------------------------- | -------- | ------------------------------------------------------------------------------ | --------------------------- | ------------------------------------------------------------------- | ---------------------------------------------------- | --------------------- | ----------------------------- |
|        | Empordà Golf Resort         | Gualta   | club de golf                                                                   |                             |                                                                     |                                                      |                       | Modifica les dades a Wikidata |
|        | Font Pascuala               | Gualta   | vèrtex geodèsic                                                                | Alt: 1.2m                   | 42° 01′ 07″ N, 3° 05′ 59″ E / 42.018739°N,3.099717°E 92.292 msnm    |                                                      |                       | Modifica les dades a Wikidata |
|        | Gualta                      | Gualta   | entitat singular de població ens local històric de Catalunya capital municipal | 428 hab                     | 42° 01′ 46″ N, 3° 06′ 11″ E / 42.02953°N,3.10312°E 13 msnm          |                                                      |                       | Modifica les dades a Wikidata |
|        | Molí de Gualta              | Gualta   | molí d'aigua                                                                   | Estil: arquitectura popular | 42° 01′ 40″ N, 3° 06′ 15″ E / 42.0277°N,3.10411°E ca:Carrer Major   | bé d'interès cultural bé cultural d'interès nacional | Molí de Gualta        | Modifica les dades a Wikidata |
|        | Puig de Font Pasquala       | Gualta   | muntanya                                                                       |                             | 42° 01′ 07″ N, 3° 05′ 59″ E / 42.01872556°N,3.09974167°E 89.9 msnm  |                                                      |                       | Modifica les dades a Wikidata |
|        | Santa Maria de Gualta       | Gualta   | església                                                                       | Estil: neoclassicisme       | 42° 01′ 45″ N, 3° 06′ 12″ E / 42.0292°N,3.10343°E                   | bé cultural d'interès local                          | Santa Maria de Gualta | Modifica les dades a Wikidata |
|        | casa consistorial de Gualta | Gualta   | casa consistorial                                                              |                             | 42° 01′ 42″ N, 3° 06′ 13″ E / 42.0283881°N,3.1035452°E              |                                                      | Ajuntament de Gualta  | Modifica les dades a Wikidata |
|        | cementiri de Gualta         | Gualta   | cementiri                                                                      |                             | 42° 01′ 10″ N, 3° 06′ 24″ E / 42.0195650065536°N,3.10655586411019°E |                                                      |                       | Modifica les dades a Wikidata |